# Первичные собрания Французской Республики
Первичные собрания Французской Республики (примарные ассамблеи, фр. Assemblées primaires) — органы управления Французской Республики в 1793—1799 годах. Является совокупностью всех граждан проживающих в кантоне (composent des citoyens domiciliés).

## История
Созданы на основании Конституции Французской Республики 1793 года. Существование Первичных собраний предусматривалось Конституцией Французской Республики 1795 года. В Конституции Французской Республики 1799 года они не предусматривались.

## Состав
По Конституции Французской Республики 1793 года каждое первичное собрание Французской Республики состояло из граждан (citoyens), проживающих в течение 6 месяцев в данном кантоне (Конституция Французской Республики 1793 года, артикль 11). При этом таких граждан не может быть менее 200 и более 600 (Конституция Французской Республики 1793 года, артикль 12).
По Конституции Французской Республики 1795 года каждое первичное собрание Французской Республики состояло из граждан (citoyens) проживающие в течение года в кантоне (местожительство требуемое для участия в голосовании в данной ассамблее — domicile requis pour voter dans ces Assemblées), при этом в случае если гражданин в данном кантоне более года не живёт, он теряет право голоса (Конституция Французской Республики 1795 года, артикль 17). При этом запрещалось членство одного и того же гражданина в нескольких первичных собраниях (Конституция Французской Республики 1795 года, артикль 18). Также запрещалось замещение отсутствующих граждан (там же). При этом число таких граждан не могло быть менее 450 и более 900 (Конституция Французской Республики 1795 года, артикль 19).

## Органы первичного собрания
По Конституции Французской Республики 1793 года каждое первичное собрание избирает председателя первичного собрания (фр. président), секретарей первичного собрания (фр. secrétaires), счётчиков первичного собрания (фр. scrutateurs) (Конституция Французской Республики 1793 года, артикль 13).
По Конституции Французской Республики 1795 года каждое первичное собрание избирает одного председателя первичного собрания (фр. président), одного секретаря первичного собрания (фр. secrétaire) и трёх счётчиков (фр. scrutateurs) (Конституция Французской Республики 1795 года, артикль 21). До избрания председателя первичного собрания заседания ведёт самый старший гражданин, а функции секретаря выполняет самый молодой по возрасту гражданин (Конституция Французской Республики 1793 года, артикль 20).

## Внутренний распорядок первичного собрания
По Конституции Французской Республики 1793 года внутренний распорядок в первичном собрании поддерживался самим первичным собранием (Конституция Французской Республики, артикль 14)

## Проверка законности решений первичного собрания
По Конституции Французской Республики 1795 года Законодательный Корпус проверял законность решений первичных собраний. (Конституция Французской Республики 1795 года, артикль 23)

## Способ голосования
По Конституции Французской Республики 1793 года как открытое так и тайное (Конституция Французской Республики 1793 года, артикли 16, 17, 18, 19).
По Конституции Французской Республики 1795 года только тайное (Конституция Французской Республики 1795 года, артикль 31).

## Полномочия
По конституции Французской Республики 1793 года:
- Избрание Законодательного Корпуса Французской Республики (артикль 8)
- Избрание избирательных ассамблей (артикль 9)
- Обсуждение и принятие законов (артикль 10)

По Конституции Французской Республики 1795 года:
- Избрание избирательных ассамблей (артикль 27, пункт 1)
- Избрание мирового судьи (артикль 27, пункт 2)
- Избрание асессоров мирового судьи (там же)
- Избрание председателя управления кантона (артикль 27, пункт 3)
- Избрание местных служащих (там же)
- Принятие или отмена изменений в Конституции Французской Республики (артикль 26, пункт 1)